# Steen van Tängelgarda

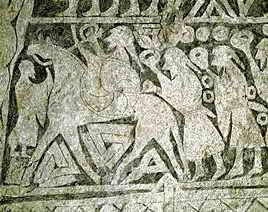
Detail van de Steen van Tängelgarda

De Steen van Tängelgarda is een steen in Lärbro op het Zweedse eiland Gotland, die dateert uit het vroege Vikingtijdperk (8e eeuw). De steen is gedecoreerd met afbeeldingen van krijgers waarvan er een op een paard zit. Waarschijnlijk is dat Odin. Onder het paard bevinden zich de drie zogenaamde Valknuts, mythische symbolen die op de aanwezigheid van Odin duiden.